# آيت عيسى اوايشو (آيت مازيغ)
آيت عيسى اوايشو هو دُوَّار يقع بجماعة آيت مزيغ، إقليم أزيلال، جهة بني ملال خنيفرة في المملكة المغربية. ينتمي الدوّار لمشيخة آيت مازيغ التي تضم 7 دواوير. يقدر عدد سكانه بـ 267 نسمة حسب الإحصاء الرسمي للسكان والسكنى لسنة 2004.

## وصلات خارجية
- البوابة الوطنية للجماعات الترابية
- المندوبية السامية للتخطيط